# Oostelijk esparcetteblauwtje
Het oostelijk esparcetteblauwtje (Polyommatus admetus) is een vlinder uit de familie Lycaenidae (kleine pages, vuurvlinders en blauwtjes). 

## Leefwijze
De waardplant van de rupsen is de esparcette.